# إيبل كورزينياوسكي
إيبل كورزينياوسكي (بالبولندية: Abel Korzeniowski)‏ (و. 1972 – م) هو ملحن، ومؤلفو موسيقى تصويرية من بولندا. ولد في كراكوف.

## التعليم
تعلم في أكاديمية الموسيقى في كراكوف ‏.

## وصلات خارجية
- إيبل كورزينياوسكي على موقع IMDb (الإنجليزية)
- إيبل كورزينياوسكي على موقع ميوزك برينز (الإنجليزية)
- إيبل كورزينياوسكي على موقع أول ميوزيك (الإنجليزية)
- إيبل كورزينياوسكي على موقع ديسكوغز (الإنجليزية)
- إيبل كورزينياوسكي على موقع قاعدة بيانات الفيلم (الإنجليزية)